# Lathropus pictus
Lathropus pictus – gatunek chrząszcza z rodziny Laemophloeidae.
Gatunek ten opisany został po raz pierwszy przez Eugene’a Amandusa Schwarza w 1878 roku na łamach „Proceedings of the American Philosophical Society”. Antoine H. Grouvelle w 1902 roku opisał gatunek Lathropus costatus, który zsynonimizowany został z L. pictus w 1993 roku przez Michaela C. Thomasa.
Chrząszcz o ciele długości między 1 a 1,5 mm. Głowa, przedplecze i odnóża są żółtawobrązowe. Przedplecze ma płytkie, częściowo zatarte wgłębienia podłużne przy bocznych krawędziach (linie sublateralne), a same boczne krawędzie wyraźnie pofalowane (opatrzone zaokrąglonymi ząbkami). Pokrywy mają wzór barwny w postaci ciemnych łat na brązowawożółtym tle, jest on jednak bardzo zmienny i spotyka się okazy o łatach rozlanych na niemal całe pokrywy, jak i o łatach prawie zupełnie zanikłych.
Owad neotropikalny, znany z Florydy na południowym wschodzie Stanów Zjednoczonych, Meksyku oraz z Karaibów, w tym z Bahamów, Dominikany, Gwadelupy, Grenady, Montserratu i Wysp Dziewiczych Stanów Zjednoczonych.